# Zoran
Zoran (serbisch-kyrillisch: Зоран) ist ein südslawischer männlicher Vorname, der besonders in Serbien, Slowenien, Kroatien und Nordmazedonien verbreitet ist.

## Herkunft
Der Name Zoran kommt vom slawischen Wort zora und bedeutet auf Deutsch Morgendämmerung.

## Namensträger
- Zoran Antić (* 1975), serbischer Fußballspieler
- Zoran Barišić (* 1970), österreichischer Fußballspieler und -trainer
- Zoran Đinđić (1952–2003), serbischer Politiker und Schriftsteller
- Zoran Đorđić (* 1966), serbischer Handballspieler
- Zoran Dragić (* 1989), slowenischer Basketballspieler
- Zoran Drvenkar (* 1967), deutscher Schriftsteller
- Zoran Dukić (* 1969), kroatischer klassischer Gitarrist
- Zoran Džorlev (1967–2021), nordmazedonischer Violinist
- Zoran Ferić (* 1961), kroatischer Schriftsteller
- Zoran Grujovski (* 1975), deutscher Musiker, Keyboarder, Gitarrist, Komponist und Produzent
- Zoran Jašić (1939–2021), kroatischer Wirtschaftswissenschaftler, Diplomat und Politiker (HDZ)
- Zoran Jovanović (Grafiker) (1942–2016), jugoslawischer bzw. serbischer Grafiker
- Zoran Jovanović (Aktivist) (1949), serbischer Sozialaktivist
- Zoran Kalinić (* 1958), jugoslawischer Tischtennisspieler
- Zoran Klemenčič (* 1976), slowenischer Radrennfahrer
- Zoran Konstantinović (1920–2007), serbischer Literaturwissenschaftler
- Zoran Kostić (* 1962), österreichischer Basketballtrainer
- Zoran Kostić (* 1982), serbischer Fußballspieler
- Zoran Lerchbacher (* 1972), österreichischer Dartspieler
- Zoran Lilić (* 1953), serbischer Politiker
- Zoran Mamić (* 1971), kroatischer Fußballspieler
- Zoran Markovic (* 1995), Schweizer Handballspieler
- Zoran Milanović (* 1966), kroatischer Politiker
- Zoran Milinković (* 1968), serbischer Fußballspieler und -trainer
- Zoran Mušič (1909–2005), slowenisch-italienischer Maler und Grafiker
- Zoran Pavlović (* 1976), slowenischer Fußballspieler
- Zoran Petrović (Schiedsrichter) (1952–2024), jugoslawischer Fußballschiedsrichter
- Zoran Petrović (Wasserballspieler) (* 1960), jugoslawischer Wasserballspieler
- Zoran Planinić (* 1982), kroatischer Basketballspieler
- Zoran Primorac (* 1969), kroatischer Tischtennisspieler
- Zoran Rant (1904–1972), slowenischer Maschinenbauingenieur, Professor für Verfahrenstechnik in Braunschweig
- Zoran Ratković (* 1978), kroatischer Fußballspieler
- Zoran Roganović (* 1977), montenegrinischer Handballspieler und -trainer
- Zoran Savić (* 1966), jugoslawischer Basketballspieler
- Zoran Simović (* 1954), jugoslawischer Fußballspieler
- Zoran Slavnić (* 1949), jugoslawischer Basketballspieler
- Zoran Stanković (1954–2021), serbischer Arzt und Politiker
- Zoran Svilar (* 1976), serbischer Poolbillardspieler
- Zoran Tegeltija (* 1961), bosnischer Politiker
- Zoran Terzić (* 1969), Kulturtheoretiker und Musiker (Piano, Komposition) des Modern Creative Jazz sowie Prosaautor
- Zoran Todorovich (* 1961), deutscher Opernsänger (Tenor) serbischer Herkunft und Opernregisseur
- Zoran Tošić (* 1987), ist ein serbischer Fußballspieler
- Zoran Zaev (* 1974), mazedonischer Politiker
- Zoran Živković (* 1960), serbischer Politiker, von 2003 bis 2004 Ministerpräsident Serbiens
- Zoran Žižić (1951–2013), jugoslawischer und montenegrinischer Politiker
- Zoran Zupančič (* 1975), slowenischer Skispringer und heutiger Skisprungtrainer